# Municipio de Orust
Orust (en sueco: Orusts kommun) es un municipio en la provincia de Västra Götaland, al suroeste de Suecia. Su sede se encuentra en la localidad de Henån. El municipio se creó en 1971 cuando la isla de Orust y las islas menores adyacentes se fusionaron.

## Localidades
Hay 7 áreas urbanas (tätort) en el municipio:
| # | Tätort          | Población |
| - | --------------- | --------- |
| 1 | Henån           | 2284      |
| 2 | Svanesund       | 2024      |
| 3 | Ellös           | 1005      |
| 4 | Varekil         | 934       |
| 5 | Höggeröd        | 240       |
| 6 | Mollösund       | 212       |
| 7 | Vindön y Töllås | 210       |

## Ciudades hermanas
Orust está hermanado o tiene tratado de cooperación con:
- Aalborg, Dinamarca
- Teuva, Finlandia.